# جزیره هوفر
جزیره هوفر (به انگلیسی: Hofer Island) یک جزیره غیر مسکونی در کانادا است که در ساسکاچوان واقع شده‌است. جزیره هوفر ۰ نفر جمعیت دارد.